# Дешеві авіалінії

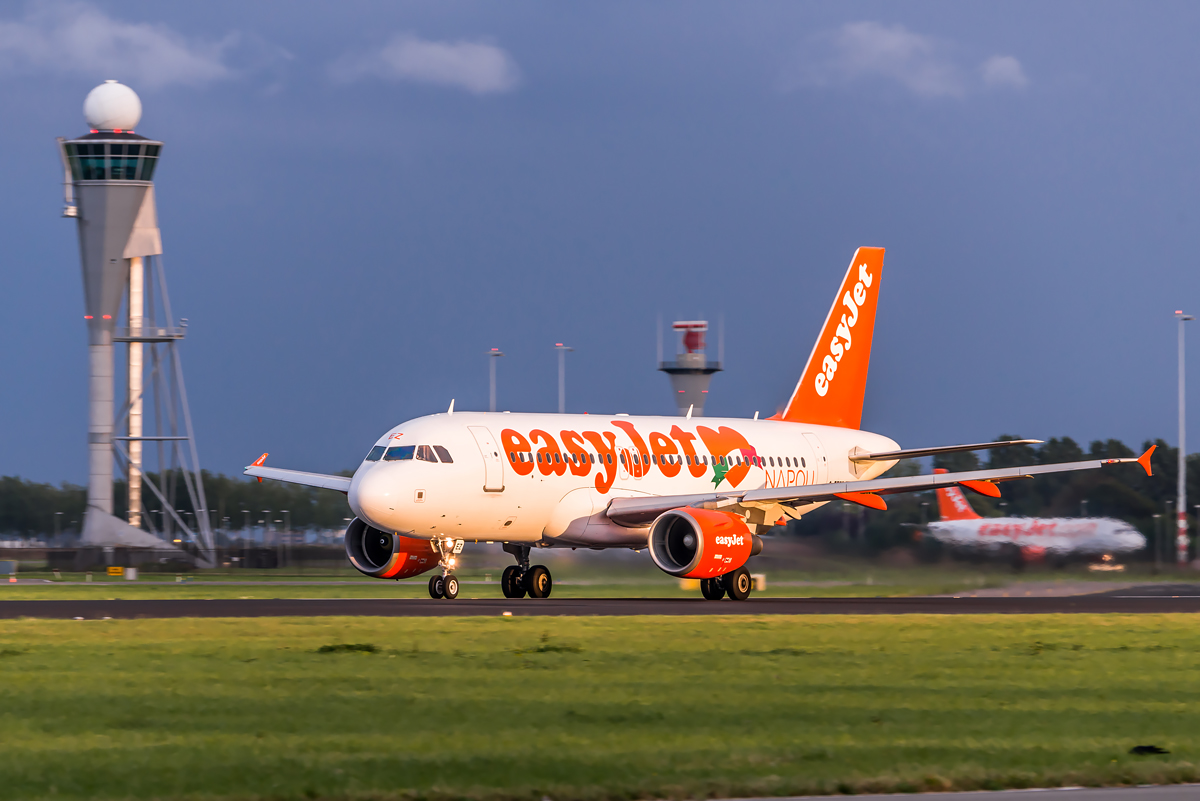
EasyJet A319, Airport Amsterdam Schiphol.

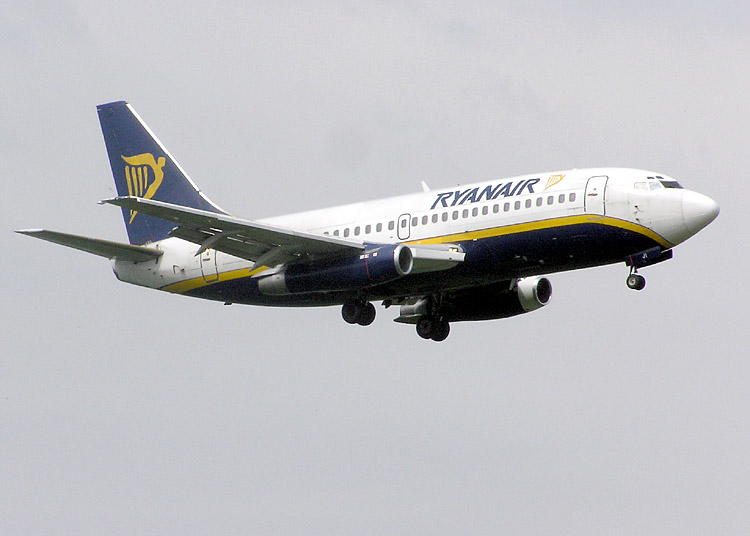
Ryanair, Boeing 737—200

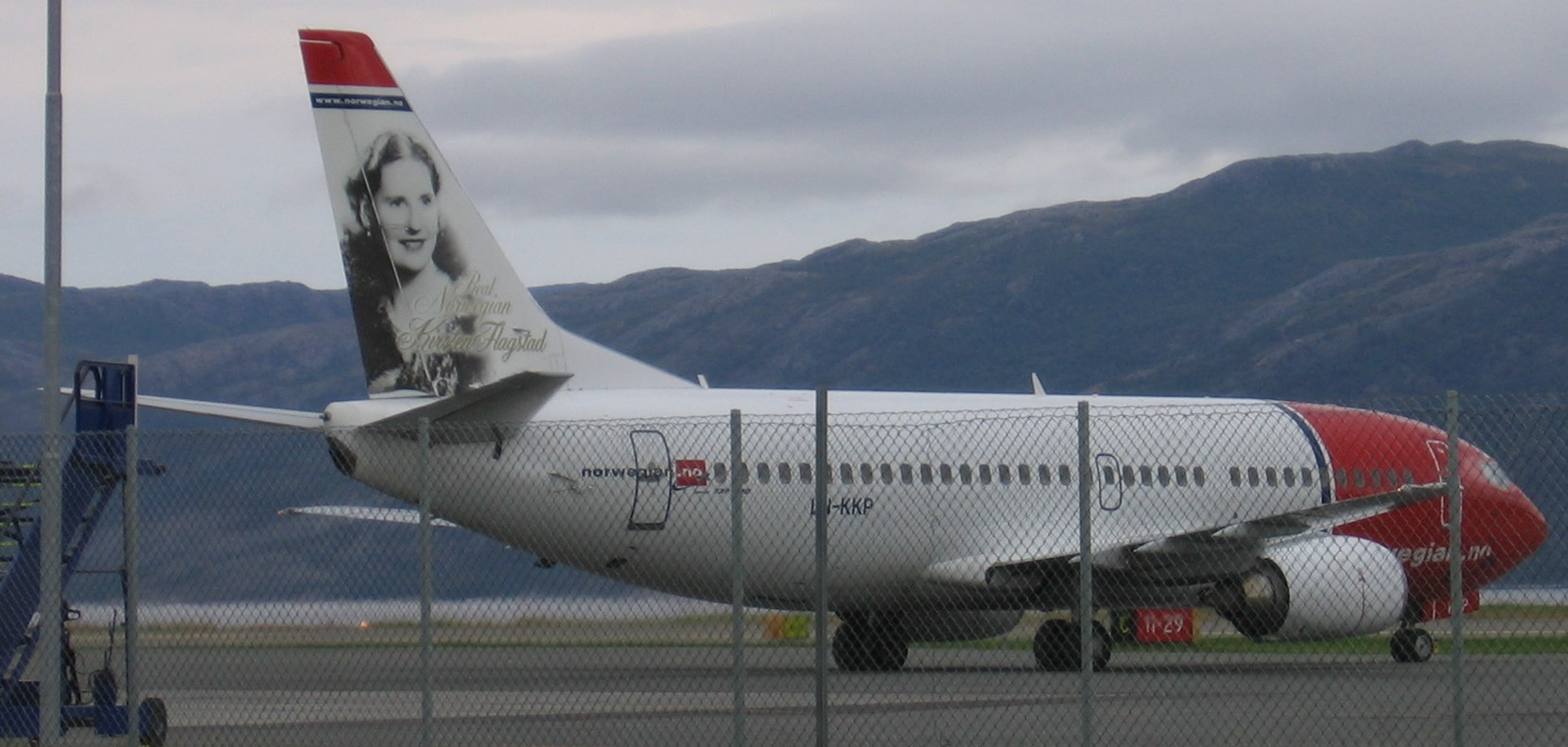
Norwegian, Boeing 737—300

Пові́тряні низькобюдже́тні переві́зники, також ло́укост-авіакомпа́нії (англ. low-cost airline) — авіакомпанії, які надають послуги повітряних перевезень пасажирів за цінами відносно нижчими, ніж традиційні авіалінії. Батьківщина концепції лоукост — США, а саме компанія Southwest Airlines, звідки вона поширилася в Європі на початку 1990-х і надалі в багатьох країнах світу.

## Основа концепції
Зниження вартості польоту стає можливим завдяки зменшенню коштів на обслуговування польоту через використання аеропортів зі зниженою вартістю аеропортових зборів, а також надання певних послуг, які входять до ціни квитка на звичайних авіалініях, за окрему плату: харчування і напої на борту, перевезення великого багажу, можливість вибору місця в літаку тощо. На додаток, вартість зменшується шляхом скорочення кількості обслуговчого персоналу на борту (до мінімальної кількості, яка вимагається правилами безпечних перевезень), та скорочення часу перебування в аеропорту.
Дешеві авіалінії також звичайно характеризуються однотипним флотом літаків, а також значно загущеною кількістю сидячих місць (менші проміжки між сусідніми рядами крісел). Дешеві перевізники першими в галузі авіаперевезень запровадили у великому обсягу безпосередній продаж авіаквитків. Основний спосіб бронювання місць в літаку — через Інтернет і телефоном. Це, зокрема, дозволило значно знизити витрати на розповсюдження квитків, зокрема, завдяки відмові від залучення дорогих посередників — туристичних агентств.
Дешеві авіалінії дуже активно використовують стратегію диференціації цін. Деякі з дешевих авіаліній змінюють ціни квитків навіть кілька разів протягом одного дня. Аналізуючи динаміку зміни цін, можна сказати, що чим менше днів до вильоту, тим дорожчі стають квитки. Однак квитки не дорожчають рівномірно. Досить часто трапляються значні, але короткотривалі зниження цін в останніх тижнях перед вильотом. Це пов'язано з контролюванням індексу завантаження — тобто з намаганням продати якнайбільшу кількість доступних сидячих місць.
Як показує економічний аналіз діяльності дешевих авіаперевізників, багатьом з них вдалося знизити вартість діяльності в порівнянні із традиційними авіалініями навіть від 40 % до 60 %. Не зважаючи на це, не всім дешевим перевізникам вдається заробити. Так, наприклад, Southwest Airlines, Ryanair i easyJet, які з року в рік отримують велетенські прибутки, щороку приносять своїм власникам великі збитки.
Важливим результатом діяльності дешевих авіаліній є збільшення конкуренції на традиційно олігополістичному ринку авіаперевезень. Внаслідок росту конкуренції також і традиційні перевізники почали реформувати свою діяльність, шукаючи способів заощадити, готуючи цікавіші пропозиції для клієнтів.

## Дешеві авіалінії в Європі
- Germanwings
- easyJet
- Ryanair
- Wizz Air
- Norwegian
- TUIfly (раніше відома як HLX)
- Bees Airline

## Дешеві авіалінії в Україні
Обсяг перевезень лоукост-компаніями на міжнародних регулярних лініях в 2011 році через аеропорти України становив 550,2 тис. осіб, або 7 % від загального обсягу міжнародних регулярних авіаперевезень. На українському ринку в 2011 році здійснювали рейси 5 лоукост-компаній.
- «Wizz Air Ukraine» — здійснювала міжнародні перельоти з Києва, Львова, Донецька та Харкова з 2008 року. 20 квітня 2015 року було оголошено про ліквідацію авіакомпанії регулярні міжнародні рейси.[3]
- «Wizz Air Hungary»  — здійснює міжнародні рейси з аеропортів українських міст з 20 квітня 2015 року.
- Ryanair  — 23 березня 2018 року RyanAir виступили з офіційною заявою про початок польотів в Україні з 31 жовтня 2018 року, в Київ (Міжнародний аеропорт Бориспіль) та Львів (Міжнародний аеропорт Львів).[4] Спочатку було оголошено, що Ryanair буде здійснювати рейси з Києва до Братислави, Ґданська, Кракова, Лондона, Познані, Стокгольма, Вільнюса, Варшави, Вроцлава, а також зі Львова — до Варшави, Дюссельдорфа, Кракова, Лондона, Меммінгена.[5] Однак вже у квітні 2018 року стало відомо про те, що перший рейс Ryanair в Україну буде здійснено на два місяці раніше ніж передбачалося. Відтак перший рейс компанія здійснить 3 вересня 2018 року з Берліна до Києва.[6]
- «SkyUp» — національний український авіаперевізник, лоукост, який розпочав свою роботу у квітні 2018 року.[7]

Інші бюджетні авіаперевізники
- «Ernest» (Мілан, Італія),
- «Air Arabia» (Шарджа, ОАЕ),
- «Flydubai» (Дубай, ОАЕ).